# Grøndal
 For alternative betydninger, se Grøndal (flertydig). (Se også artikler, som begynder med Grøndal)
Grøndal er betegnelsen for det lille københavnske kvarter i Københavns Kommune omkring Grøndalskirken. Kvarteret, der ligger mellem Vanløse, Frederiksberg, Brønshøj og Nordvestkvarteret, har ca. 8.000 indbyggere.
Grøndal Lokalråd har i over 10 år kæmpet for anerkendelse af bydelen som selvstændig bydel, herunder et fælles postnummer, idet området øst for Godthåbsvej har postnummer 2400 København NV, og området omtrent vest for har postnummeret 2720 Vanløse.
Grøndals Lokalråd har dog allerede fået gennemført en ændring af navnet på den nærliggende station. Tidligere hed den Godthåbsvej, mens den i dag er ændret til Grøndal. Stationen ligger på S-banens ringbane.

## Landstedet
Gården Grøndal lå i Frederiksberg Kommune. Hestehandler Lars Peder Jensen Wolff og hustru Christiane Margrethe født Nielsen købte i 1795 en del af ejendommen. I 1803 opførte de en firlænget gård på grunden med bindingsværk og tegltag. Efter Lars Peder Jensen Wolffs død i 1818 beholdt familien landstedet, men da Christiane døde i 1828, gik der kun få år, før Grøndal skiftede ejer. Senere i 1800-tallet ejede politikeren Balthasar Christensen denne ejendom i nogle år.